# Abbaye de Parc-les-Dames
L'abbaye de Parc-les-Dames était autrefois située dans le duché du Brabant, et selon les historiens au niveau de la commune de Wezemaal ou Rotselaar. L'abbaye aurait été fondée entre les XIIe et XIIIe siècles par des religieuses suivant la règle de saint Augustin, mais peut-être aussi en 1215, sur les bases de la discipline propre à l'Ordre de Cîteaux.
L'abbaye, qui serait aujourd'hui dans le Brabant flamand, en Belgique, a complètement disparu.

## Pour compléter

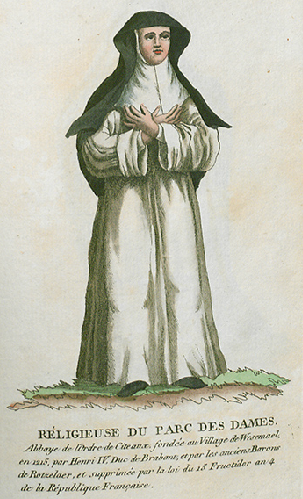
Religieuse du Parc des Dames.